# 克羅斯卡特峰
72°22′S 166°19′E / 72.367°S 166.317°E
克羅斯卡特峰（英語：Crosscut Peak）是南極洲的山峰，位於維多利亞地，海拔高度3,120米，屬於米倫山脈的一部分，由新西蘭探險隊命名，現時由南極條約體系管理。